# Marc Emili Lèpid (pretor 218 aC)
Marc Emili Lèpid (en llatí Marcus Aemilius M. F. M. N. Lepidus) va ser un magistrat romà del segle iii aC. Era fill de Marcus Aemilius M. F. M. N. Lepidus, cònsol l'any 232 aC. Formava part de la gens Emília i era de la família dels Lèpid.
Tenia dos germans: Luci Emili Lèpid i Quint Emili Lèpid, que no van exercir cap càrrec destacat. Va ser pretor l'any 218 aC i va tenir com a província Sicília. Diu Titus Livi que l'any 217 aC era a pretor a Roma, però probablement era només propretor. El 216 aC va ser candidat al consolat, però no en va sortir elegit.